# Сульфат церия(III)
Сульфат церия(III) — гигроскопичное твёрдое вещество белого цвета, которое начинает разлагаться при температуре выше 600 °C.
Представляет собой неорганическое соединение с формулой Ce2(SO4)3. Одна из немногих солей, растворимость которых в воде уменьшается с повышением температуры.
Сульфат церия(III) (безводный) имеет моноклинную кристаллическую структуру.
Тетрагидрат сульфата церия(III) — белое твёрдое вещество. Выделяет кристаллизационную воду при температуре 220 °C. Имеет моноклинную кристаллическую структуру с пространственной группой P 2 1 / c (пространственная группа 14).
Нонагидрат сульфата церия(III) имеет гексагональную кристаллическую структуру с пространственной группой P 6 3 / m (пространственная группа 176). Распространены гидраты соединения сульфата церия(III) с 12, 9, 8, 5, 4 и 2-мя частями кристаллизационной воды.

## Физические свойства
| Молярная масса, μ | 568,43 г/моль         |
| Плотность, ρ      | октагидрат 2,87 г/см3 |